# Room to Live
Room to Live (sottotitolato Undilutable Slang Truth!) è il quinto album in studio del gruppo musicale britannico The Fall, pubblicato nel 1982.

## Tracce
Side A
1. Joker Hysterical Face – 4:51
2. Marquis Cha-Cha – 4:34
3. Hard Life in Country – 6:16
4. Room to Live – 4:16

Side B
1. Detective Instinct – 5:45
2. Solicitor in Studio – 5:24
3. Papal Visit – 5:40

## Formazione
The Fall
- Mark E. Smith – voce, violino, chitarra, tapes
- Steve Hanley – basso
- Craig Scanlon – chitarra
- Karl Burns – basso, batteria, chitarra, percussioni
- Paul Hanley – batteria
- Marc Riley – chitarra, tastiera

Altri musicisti
- Arthur Kadmon – chitarra (in Hard Life in Country e Room To Live)
- Adrian Niman – sassofono (in Room to Live)